# 鄧炳文
鄧炳文（法語：：1877年3月4日—1922年10月27日），是天主教比利時籍主教及方濟會會士。曾任中國宜昌宗座代牧區宗座代牧（1923年-1929年）。

## 生平
鄧炳文出生於1877年3月4日在比利時華隆大區列治省。18歲時加入方濟會。1903年9月8日鄧炳文在25歲時晉鐸，後被派往中國湖北省宜昌傳教。
1923年12月23日，鄧炳文在46歲時獲時任教宗庇護十一世任命為湖北南境宗座代牧區宗座代牧，領銜土耳其羅索斯教區主教。1924年5月1日，由長沙宗座代牧翁德明主教主禮晉牧。
1924年12月3日，湖北南境宗座代牧區以教座所在地宜昌更名為宜昌宗座代牧區，鄧炳文主教繼續留任宗座代牧。
1929年9月9日，鄧炳文主教中華民國湖北省宜昌病逝，享年57歲。